# Rockpile
Rockpile era um grupo britânico de rock and roll da década de 1970 e início de 1980, conhecido por suas fortes influências de rockabilly e power pop, foi uma influência fundamental sobre a new wave. A banda era composta por Dave Edmunds (vocais, guitarra), Nick Lowe (vocais, guitarra baixo), Billy Bremner (vocais, guitarra) e Terry Williams (bateria).
Rockpile gravou quatro álbuns, mas apenas um, Seconds of Pleasure, foi lançado sob o nome Rockpile. Dois outros álbuns (Tracks on Wax 4 e Repeat When Necessary), foram lançadas como álbuns solo de Dave Edmunds, e mais um (Labour of Lust) foi lançado como um álbum solo de Nick Lowe. Faixas dispersas também podem ser encontradas em um outros álbuns de Lowe e alguns de Edmunds. Além disso, o Rockpile atuou como grupo de apoio de faixas gravadas por Mickey Jupp em 1978 e Carlene Carter em 1980.

## Discografia

### Álbuns de estúdio
| Ano  | Detalhes do álbum                                                                                       | Paradas | Paradas | Paradas |
| Ano  | Detalhes do álbum                                                                                       | UK      | CAN     | US      |
| ---- | --- | ------- | ------- | ------- |
| 1980 | Seconds of Pleasure - Primeiro álbum de estúdio - Lançamento: Outubro de 1980. - Selo: Columbia Records | 34      | 29      | 27      |

### Singles
| 1980                       | "Wrong Again (Let's Face It)" | —  | —  | Seconds of Pleasure |
| 1980                       | "Teacher Teacher"             | 31 | 51 | Seconds of Pleasure |
| 1980                       | "Now and Always"              | —  | —  | Seconds of Pleasure |
| "—" não teve classificação |                               |    |    |                     |